# Гамільтон (Техас)
Гамільтон (англ. Hamilton) — місто (англ. city) в США, в окрузі Гамільтон штату Техас. Населення — 2895 осіб (2020).

## Географія
Гамільтон розташований за координатами 31°42′13″ пн. ш. 98°7′6″ зх. д. / 31.70361° пн. ш. 98.11833° зх. д. (31.703684, -98.118397).  За даними Бюро перепису населення США в 2010 році місто мало площу 7,94 км², з яких 7,78 км² — суходіл та 0,17 км² — водойми. В 2017 році площа становила 9,15 км², з яких 8,98 км² — суходіл та 0,17 км² — водойми.

## Демографія
Згідно з переписом 2010 року, у місті мешкало 3095 осіб у 1230 домогосподарствах у складі 777 родин. Густота населення становила 390 осіб/км².  Було 1470 помешкань (185/км²).
Расовий склад населення:
| - 94,5 % — білих - 0,7 % — корінних американців - 0,7 % — чорних або афроамериканців - 0,5 % — азіатів - 2,8 % — осіб інших рас |

До двох чи більше рас належало 0,8 %. Частка іспаномовних становила 8,9 % від усіх жителів.
За віковим діапазоном населення розподілялося таким чином: 21,8 % — особи молодші 18 років, 51,8 % — особи у віці 18—64 років, 26,4 % — особи у віці 65 років та старші. Медіана віку мешканця становила 45,2 року. На 100 осіб жіночої статі у місті припадало 86,4 чоловіків;  на 100 жінок у віці від 18 років та старших — 82,2 чоловіків також старших 18 років.
Середній дохід на одне домашнє господарство  становив 49 211 долар США (медіана — 31 172), а середній дохід на одну сім'ю — 65 522 долари (медіана — 46 042). Медіана доходів становила 40 102 долари для чоловіків та 21 818 доларів для жінок. За межею бідності перебувало 17,8 % осіб, у тому числі 16,0 % дітей у віці до 18 років та 9,5 % осіб у віці 65 років та старших.
Цивільне працевлаштоване населення становило 1106 осіб. Основні галузі зайнятості: освіта, охорона здоров'я та соціальна допомога — 26,9 %, роздрібна торгівля — 16,3 %, будівництво — 10,4 %, виробництво — 9,9 %.